# フクギ属
フクギ属（フクギぞく、学名：Garcinia）は、フクギ科に分類される属の一つ。主に常緑高木が含まれ、果実が食用となる種も多い。日本ではフクギが防風林等として植栽され、マンゴスチン等が果樹として栽培されている。

## 主な種

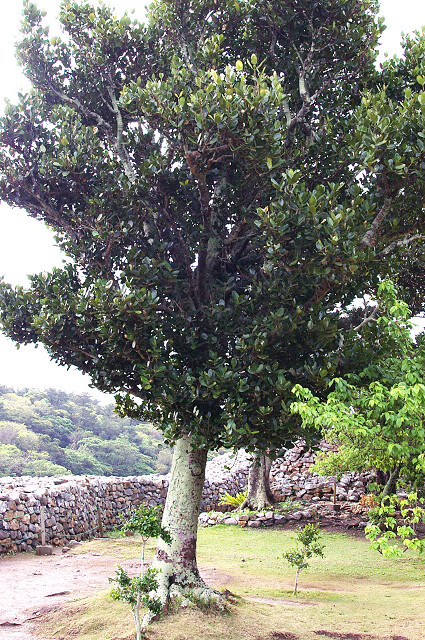
フクギ

分類情報および分布情報は Plants of the World Online に従う。
- Garcinia atroviridis Griff. ex T.Anderson グルゴノキ[3]（別名: グルグル マレー語: gelugur）[4] - ヒマラヤ東部からマラヤにかけて分布。
- Garcinia bancana Miq. バンカマンギス[3] - マレー群島区系西部に分布。
- Garcinia binucao (Blanco) Choisy フィリピンマンゴスチン[4] - フィリピン固有種。
- Garcinia brasiliensis Mart.（シノニム: Rheedia brasiliensis (Mart.) Planch. & Triana）パクパリ（ブラジル名: bakupari; 別名: ブラジルレージア）[4] - ブラジル南東部固有種。
- Garcinia brevirostris Scheff. コバノマンギス[3] - インド（西ベンガル州）からフィリピンにかけて分布。
- Garcinia carolinensis (Lauterb.) Kosterm.（シノニム: Pentaphalangium carolinense Lauterb.）オオバフクギモドキ[注 1] - カロリン諸島固有種。
- Garcinia celebica L. セレベスマンゴスチン[4]（シノニム: G. benthamii Pierre ベンサムマンゴスチン、G. hombroniana Pierre ハママンゴスチン[4][注 2]、アカミマンギス[3]）- インドのアッサム州からパプアジア（Papuasia）にかけて分布。
- Garcinia cowa Roxb. ex Choisy コーワガンボジ[3][4] - インド、ヒマラヤ中央部から中国（雲南省西部および南部）。
- Garcinia dioica Blume ムムンジン（ジャワ名: memendjin; 別名: ディオイカマンゴスチン）[4] -  ジャワ固有種。
- Garcinia dulcis (Roxb.) Kurz オオバノマンゴスチン[4] - アンダマン諸島からオーストラリアのクイーンズランド州北部にかけて分布。
- Garcinia forbesii King[7] アカミカンジス[3] - マレー半島からスマトラにかけて分布。
- Garcinia griffithii T.Anderson キミノマンギス[3] - マレー半島のみに分布。
- Garcinia gummi-gutta (L.) Roxb.（シノニム: G. cambogia Desr.）ゴラカ（英語: goraka）[4]（通称: ガルシニア）- 西インドにのみ分布。
- Garcinia hanburyi Hook.f. ガンボジ[3]（英語: gamboge）[4] - インドシナに分布。
- Garcinia humilis (Vahl) C.D.Adams（シノニム: Rheedia lateriflora L.; 英語: wild mammey）[8] - カリブ諸島からガイアナにかけて分布。
- Garcinia indica (Thouars) Choisy インドマンゴスチン[4]（通称: コカム）- 西インドとアッサム州に分布。
- Garcinia intermedia (Pittier) Hammel（シノニム: Rheedia edulis (Seem.) Planch. & Triana）ベルバ（ブラジル名: berba）- メキシコ中央部からエクアドルにかけて分布。
- Garcinia macrophylla Mart.（シノニム: Rheedia macrophylla Mart.）バクルパリ（ブラジル名: bacuru-pary）- メキシコ南部から熱帯アメリカ南部にかけて分布。
- Garcinia mangostana L. マンゴスチン - マレー半島が原産。
- Garcinia merguensis Wight メルギーカンジス[3] - アッサム州からマレー半島にかけて分布。
- Garcinia morella (Gaertn.) Desr. インドガンボジ[3][4]（別名: ガンボウジノキ）- インド南西部、スリランカ、アッサム州からバングラデシュにかけて分布。
- Garcinia multiflora Champ. ex Benth. タイワンフクギ[9] - 中国南部からインドシナ北部、台湾南部にかけて分布。
- Garcinia nigrolineata Planch. ex T.Anderson ツノミカンジス[3][4] - アッサム州からマラヤにかけて分布。
- Garcinia parvifolia (Miq.) Miq. コバノカンジス[3][4]（シノニム: G. globulosa Ridl. カンジス[3]） - マレー群島区系西部および中央部に分布。
- Garcinia prainiana King プレインカンジス[4]（別名: プライニカンジス[3]、ボタンマンゴスチン[4]） - タイの半島部からマレー半島にかけて分布。
- Garcinia quadrilocularis Seeth.（シノニム: Garcinia volkensii (Lauterb.) Kosterm., non Engl.、Pentaphalangium volkensii Lauterb.）フクギモドキ[5] - カロリン諸島固有種。
- Garcinia subelliptica Merr. フクギ - 南西諸島、台湾南部からフィリピン、ジャワにかけて分布。
- Garcinia xanthochymus Hook.f. ex T.Anderson キヤニモモ（別名: タマゴノキ）[注 3]

- フクギ